# Ватерполо
Ватерполо је спортска екипна игра две екипе у води којој је крајњи циљ постизање поготка у гол противничке екипе. Утакмица се састоји од четири четвртине, а екипу у води чини шест играча и један голман. Поред овога, екипе могу имати и резервне играче (до шест у већини ватерполо правила, међу којима може бити и један голман). Ватерполо се обично игра у дубоком базену (дубине најмање 1,8 m), а играчи морају поседовати велику снагу и издржљивост да би играли утакмицу.
Ватерполо је врло груб спорт. Мањи прекршаји су чести, док се већи прекршаји кажњавају искључењем од 20 секунди.

## Развој ватерпола
Историја ватерпола као тимског спорта је почела као демонстрација снаге и пливачких вештина крајем 19. века у, у Уједињеном Краљевству, на рекама и језерима Енглеске и Шкотске), где су водени спортови и трке биле одлика сеоских слава и фестивала. Претеча ватерпола је спортска игра која се развила 1869. године захваљујући настојањима спортских стручњака, да у једнолични програм пливања унесе више живости. Утакмица која се тада одиграла врло мало је личила на данашњу, али је привукла већи број омладине. Игра је названа foot-ball in the water (фудбал у води). Пошто је игралиште било без голова, задатак играча једне екипе је био да лопту положе на сплав противничке екипе. Голман је стајао изван игралишта и бранио је гол скачући са на противничког играча који је покушао да стави лопту на платформу. Годину дана касније Лондонски пливачки савез формира комисију са задатком да изради правила игре. Прва званична утакмица по новим правилима одиграна је у Кристалној палати 1874. Популаризацији је допринео веслачки клуб Борнмут који је 1876. године одредио величину игралишта од 50 јарди и две екипе по 7 играча, једног главног и двојицу помоћних (линијских) судија.
Ватерполо је од самог почетка био груб спорт. Ова игра је још увек више подсећала на рагби него на данашњи ватерполо. Ране верзије игре су дозвољавале бруталности, рвање и држање противничког играча под водом да би се дошло до лопте. Честа су била ударања испод површине воде између играча код којих није била лопта. Прва правила ватерпола дао је Вилијам Вилсон 1876. године у Глазгову, где се на реци Ди одиграла утакмица у којој је први пут биле омеђене границе игралишта. У то време ватерполо се све чешће налази у програму пливачких такмичења и разних свечаности. Правила су предвиђала гол и голмана, голмани се не смеју одупирати о дно игралишта, хватати лопту и бацати је са две руке, а погодак се признаје онда када лопта целим обимом уђе у гол. Забрањена су била потапања лопте и ударање испод воде. Организују се првенства и међусобне утакмице Енглеске, Шкотске и Ирске по јединственим правилима да голман не сме бацати лопту преко половине игралишта и водити лопту испод воде. Према правилима из 1883. утакмица траје 20 минута. До утакмице између Бирмингема и Портсмута свака екипа је имала по 12 играча.
Правила су кодификована 1886. Сада се могло и шутирати на гол, играчима је дозвољено да додирују лопту само са једном руком и забрањено им је да се одбацују о дно игралишта. Број играча је смањен на седам, одређена је ширина гола од. Две године касније уведена су нова правила како би се убрзала игра. Противнички играчи су се смели нападати само ако је лопта код њих. Због тога је додавање лопте постало основа игре.
Крајем века ватерполо се појављује и на америчком континенту, где ју је 1888. донео Енглез Џон Робинсон. Играло се у затвореном пливалишту, али без голова и задатак је био да играч са лоптом у руци додирне одређено место на огради пливалишта. Америчка верзија ватерпола је била врло груб и опасан спорт, грубља и од својих британских узора, делимично захваљујући томе што се играла у малим затвореним базенима где није било много места за пливање. Уобичајена стратегија је подсећала на рагби: играчи би се скупили на центру и играчи тима који се брани би покушао да физички разбије линију нападачке екипе. Били су дозвољени свакакви потези, међу њима и држање противничког играча под водом неограничено дуго. Интензитет игре и грубост су привлачили публику у то време. Због грубости финале америчког аматерског првенства 1912. је окончано општом тучом. Због тога су Американци решили да суспендују ватерполо као такмичарски спорт, све док амерички клубови неколико година касније нису прихватили европска правила.
Прва међународна утакмица одиграна је 1890. између Енглеске и Шкотске. Од 1891. одржавају се традиционални сусрети између Оксфорда и Кембриџа.
Ватерполо се у остатку Европе појављује 1894. године, најпре у Немачкој, па Аустрије, Белгији, Француској и Мађарској.
Ватерполо је до краја 19. века био довољно популаран спорт да се уведе на Олимпијске игре. Уз фудбал, ватерполо је најстарији екипни спорт који се појавио на програму Олимпијских игара, још од Олимпијских игара 1900. године и одржао се до данас. Делимични изузетак представљају Летње олимпијске игре 1904. када су европске репрезентације одбиле да играју по америчким правилима, па су златне, сребрне и бронзане медаље освојили тимови из САД. Први победник је била екипа Велике Британије. Највише успеха имали су ватерполисти Мађарске који су са 2008. освојили 15 медаља (9 златних, 3 сребрне и 3 бронзане медаље). Ватерполо за жене први пут је укључен на Олимпијским играма у Сиднеју 2000. године.
Међународни одбор за ватерполо је основан 1929, који су чинили представници из Уједињеног Краљевства и Међународне аматерске пливачке федерације (ФИНА). Написана су правила за међународне утакмице које су ступиле на снагу 1930, а ФИНА је од тада међународно регулаторно тело за ватерполо.
Током година, техничке промене и промене правила су утицала на карактер игре. Мађарски ватерполо тренер Бела Комјади је измислио суви пас, технику којом играч кроз ваздух додаје лопту саиграчу, који је хвата, а да она не падне на воду. Претходно су играчи морали да пусте да лопта падне на воду и је касније узму, али суви пасови чинили игру у нападу динамичнијом и допринели су мађарској доминацији ватерполом. Калифорнијски ватерполо тренер Џејмс Р. Смит је лопту на надувавање са гуменом површином, која је побољшала перформансе. Претходно коришћене кожне лопте су упијале воду и постајале теже током игре.
Ватерполо је у својим првим верзијама био спорт у ком су доминирали физички јаки играчи који су били спори пливачи. Од тада су вршене промене да ватерполо постане динамичнији спорт. До 1950. играчи би након судијског звиждука морали остајати на местима где су се затекли и смели би се наставити кретати тек када судија поново да знак. Трајање сусрета је продужено на два полувремена од по десет минута уместо дотадашњих седам. Формат утакмица је 1961. промењен па се уместо два полувремена од 10 минута играле четири четвртине од 5 минута. Дозвољене су измене играча после поготка и прекида игре. Играч који би направио фаул био би искључен до истека напада. Ово правило су 1967. заменио систем тимских грешака за веће прекршаје. Претходно су после три тимске грешке која би начинила екипа која се брани, екипи која је била у нападу додељиван петерац. Тимови си су отада више сконцентрисали на изнуђивање тешких фаулова а мање на поготке из игре, што је смањивало атрактивност игре, па су 1969. поново уведена искључења. Играчи који би скривали овакве прекршаје били би искључени на један минут и њихов тим би био приморан да игра са играчем мање. Посед лопте је ограничен на 45 секунди за шут на гол. Трајања искључења и напада су скраћивана од тада. Директан шут на гол са линије од седам метара је после слободног бацања је дозвољен 1994, а 2005. је дозвољен са линије од 5 метара
Прво Првенство Европе одржано је у Будимпешти 1926. године, а Светско првенство у Београду 1973..

## Правила ватерпола
За ФИНА такмичења правила морају бити како је наведено у наставку. Национални савези за своја такмичењима могу у нијансама променити неке делове.

### Teрен и опрема

#### Базен
Базен за мушкарце: удаљеност између гол-линија мора бити 30 м. Ширина мора бити 20 м. Дубина воде не сме нигде бити мања од 1,80 м, а препоручује се 2,00 м.
Базен за жене: димензије игралишта морају бити 25 x 17 м. Дубина воде не сме бити мања од 1,80 м, а препоручује се 2,00 м.
- Температура воде мора бити 26 +/- 1 °C.
- Расвета не сме бити мања од 600 лукса.

За олимпијске игре, светска првенства и ФИНА такмичења расвета не сме бити мања од 1.500 лукса.
Видљиве ознаке морају бити постављене на обе стране игралишта, а означавају следеће:
- беле ознаке - гол-линија и половина игралишта
- црвене ознаке - линија 2 м
- жуте ознаке - линија 5 м

Уздужне границе игралишта од гол-линије до линије 2 метра морају бити означене црвено, од линије 2 метра до линије 5 метара жуто, те од линије 5 метара до центра игралишта зелено.
Црвена ознака мора бити на сваком крају игралишта, 2 метра од угла на супротној страни од записничког стола, да означи место за поновни улазак играча у игру.

#### Голови
Две стативе и пречка су чврсте конструкције, правоугаоног облика, величине 0,075 м на страни према игралишту обојене бело, морају бити смештене на гол-линијама на крајевима игралишта, једнако удаљене од уздужних страница игралишта најмање 0,30 м испред границе игралишта.
Унутрашњи размак статива мора бити 3,00 м. Доња страна пречке мора бити 0,90 м изнад површине воде.
Мреже морају бити сигурно причвршћене за стативе и пречку и затварати цели гол остављајући размак иза гол-линија не мањи од 0,30 м.

#### Лопта
Лопта мора бити округла са ваздушном комором која има самозатварајући вентил. Мора бити непромочива, без спољних шавова, без премаза масти или сличне материје. Маса лопте мора бити од 400 до 450 грама.
За мушки ватерполо обим лопте мора бити од 0,68 до 0,71 м а притисак у лопти од 55 до 62 kPa, а за женски ватерполо обим лопте мора бити од 0,65 до 0,67 м, а притисак у лопти од 48 до 55 kPa.

#### Капице и купаћи костим
Капице морају бити у контрастним бојама, осим потпуно црвене, и морају се разликовати од боје лопте. Судије могу затражити од екипе да стави беле или плаве капице. Голмани морају носити црвене капице. Капице морају бити везане испод браде. Ако играч изгуби капицу за време игре, мора је заменити код првог прикладног прекида игре када је његова екипа у поседу лопте. Капице се морају носити током целе утакмице.
Капице морају имати савитљив штитник за уши исте боје као и капице с којима екипа наступа, осим голмана који може имати црвене штитнике.
Капице морају имати бројеве с обе стране, висине 0,10 м. Голман носи капицу с бројем 1, а остале капице морају имати бројеве од 2 до 13. Резервни голман мора носити црвену капицу број 13. Бројеви капица се не смеју мењати за време игре, осим с дозволом судије.
За међународне утакмице капице морају на предњој страни имати међународну словну ознаку земље (три слова) и могу имати националну заставу. Висина словне ознаке мора бити 0,04 м.

### Екипе и замене
Свака екипа мора имати 7 играча, од којих 1 мора бити голман који носи голманску капицу, и не више од 6 резервних играча који се могу замењивати. Од екипе која игра с мање од 7 играча не сме се захтевати да има голмана.
Играчи који тог тренутка нису у игри, заједно с тренерима и службеним лицима, с изузетком главног тренера, морају седити на клупи и не смеју је напуштати од почетка игре, осим између четвртина и продужетака или током тајмаута. Главном тренеру екипе у поседу лопте мора бити дозвољено кретање до линије 5 метара у било које време. Екипе смеју променити стране и клупе само у полувремену и пре почетка другог наставка продужетка. Обе клупе за екипе морају се налазити на супротној страни од записничког стола.
Свака екипа мора имати капитена, који је одговоран за добро понашање и дисциплину своје екипе.
Играчи морају носити непровидне костиме (гаћице) или костиме (гаћице) с посебним додатком. Пре уласка у игру морају одстранити све предмете који могу проузроковати повреде. Играчи не смеју бити намазани по телу машћу, уљем или сличним средством. Ако судија прије почетка игре утврди да је употребљено такво средство, мора затражити да се одмах одстрани. Почетак утакмице се не сме одгодити да би се средство одстранило. Ако се овај прекршај утврди послије почетка игре, тај играч мора бити искључен до краја утакмице, а замена може ући одмах у игру на месту за поновни улазак код властите гол-линије.
У свако време током игре играч може бити замењен након што је напустио игралиште на месту за поновни улазак чим играч буде видљив на површини воде у простору за поновни улазак. Ако је голман замењен, замена мора носити голманску капицу. Замена се не може обавити од времена када је досуђено казнени ударац до његовог извођења, осим ако је затражен тајмаут.
Замена сме ући у игралиште с било ког места: за време одмора између четвртина и било ког наставка продужетка; после постигнутог поготка; за време тајмаута, да би заменио играча који крвари или је озлеђен.
Замена мора бити спремна ући у игру без одуговлачења. Ако замена није спремна, игра мора бити настављена без њега, а он може ући у свако време с места за поновни улазак код властите гол-линије.
Голман који је замењен, ако се врати у игру, може играти на било којем месту. Ако се голман мора повући из игре због здравствених разлога, судије морају дозволити да га одмах замени један од играча, који ће ставити голманску капицу.

### Трајање игре
Трајање игре мора бити 4 четвртине по 8 минута стварне игре.
Време се почиње мерити на почетку сваке четвртине или продужетка у тренутку кад играч дотакне лопту. Код свих знакова за прекид мерни сат мора се зауставити док лопта не буде враћена у игру, напуштањем руке играча који изводи одговарајуће бацање или када лопту дотакне играч након судијског бацања.
Између прве и друге, те треће и четврте четвртине утакмице је одмор од 2 минуте, а између друге и треће четвртине 5 минута. Екипе, укључујући играче, тренере и службена лица, морају променити стране пре почетка треће четвртине и односно другог продужетка.
Ако је након истека времена утакмица завршила нерешено, а потребно је добити победника, мора се играти продужетак после одмора од 5 минута. Играће се 2 продужетка по 3 минуте стварне игре с прекидом од 2 минуте како би екипе промениле стране. Ако је резултат на крају два продужетака нерешен, морају се изводити казнена ударци (петерци) како би се добио победник.
Код извођење казнених удараца, поступак је следећи:
- Тренери одређују 5 играча и голмана који ће учествовати у извођењу. Голмана је могуће променити у било којем тренутку, под условом да је замена уписана у службени записник током утакмице;
- петоро играча мора бити пописано редоследом којим ће се изводити казнени ударци који се не може мењати;
- играчи који су искључени током утакмице не могу изводити казнене ударце, нити могу мењати голмана;
- ако је током извођења искључен голман, један од пет играча одређених за извођење, може га заменити. Након што играч учествује у одбрани једног казненог ударца, може се заменити другим играчем или голманом;
- казнена ударци се изводе наизменично, на било којој страни игралишта и сви играчи, осим извођача и голмана противничке екипе, морају седити на клупи;
- жребом се одлучује екипа која прва изводи казнени ударац;
- ако је и након прве серије резултат изједначен, истих пет играча наизменично ће изводити по један ударац, све док једна екипа постигне, а друга не постигне погодак;

Било који мерни инструмент мора показивати опадајуће време, тј. показивати време које је преостало до краја четвртине или продужетка.

### Тајмаут
Свака екипа има право на 3 тајмаута у утакмици. Трећи тајмаут може бити затражен само у продужецима. Трајање тајмаута износи 1 минут. Тренер екипе у поседу лопте може затражити тајмаут у свако време и након поготка позивом „тајмаут“ и сигнализацијом рукама у облику слова Т. Ако је затражен тајмаут, судије морају звиждуком зауставити игру, а играчи морају одмах допливати у своју половину игралишта.
Игра мора бити настављена након звиждука судије, тако да екипа која је у поседу лопте изведе бацање с половине или иза половине игралишта, осим ако је тајмаут затражен пре извођења казненог ударца или корнера - то бацање мора остати.
(Напомена: Време поседа лопте наставља тећи од почетка игре након тајмаута.)
Ако тренер екипе која је у поседу лопте затражи тајмаут на који нема право, игра мора бити заустављена, а поновно ће је почети противничка екипа извођењем бацања са половине игралишта.
Ако је тајмаут затражио тренер екипе која није у поседу лопте, игра мора бити заустављена, а казнени ударац ће бити досуђен у корист противника.
Код поновног почетка, након тајмаута, играчи могу заузети било који положај у игралишту, у складу с Правилима која се односе на казнени ударац и извођење корнера.

### Неутрална бацања
Неутрално бацање мора бити досуђено:
a. кад лопта на почетку четвртине или продужетка, по судијином мишљењу, падне тако да даје очигледну предност једној екипи;
(б) кад један или више играча из сваке екипе учине истовремено прекршај тако да судијама није могуће оценити који је играч први направио прекршај;
(ц) кад обојица судија звижде истовремено, досуђујући прекршај различитим екипама;
Ако је код неутралног бацања, по мишљењу судије, лопта пала тако да даје предност једној екипи, судија ће поновити бацање.
Циљ игре је постићи више погодака у гол. Сваки погодак се рачуна као један поен. На почетку сваке четвртине по један играч сваке екипе плива према средини игралишта на којем је лопта, а екипа чији играч први доплива до лопте прва креће у напад.
Утакмица се игра у четири четвртине, чије трајање је, за млађе,7 а за старије од 16 година 8 минута.

## Међународни ватерполо
Ватерполо за мушкарце је био међу првим тимским спортовима уведеним на Летњим олимпијским играма 1900. заједно са крикетом, фудбалом, рагбијем, полом, веслањем и надвлачењем конопца. Ватерполо за жене је постао олимпијски спорт на Летњим олимпијским играма 2000. након политичких протеста женске ватерполо репрезентације Аустралије.
Од 1973. одржава се Светско првенство у ватерполу сваке две до четири године, заједно са првенствима у пливању и скоковима у воду. Светско првенство у ватерполу за жене се одржава од 1986. Други низ турнира, Светски куп се одржавао сваке друге године од 1979. до 2002. када је померено да се одржава сваке четврте године у парној години између две олимпијске игре. На Светском купу се такмичи осам репрезентација: светски првак, домаћин и шест континенталних првака. Од 2002. ФИНА сваке године организује Светску лигу.
Европска првенства у ватерполу се одржавају сваке две до четири године. До 1997. су се одржавале заједно са европским првенствима у пливању и скоковима у воду.
Државе у којима је јак репрезентативни ватерполо су: Србија, Црна Гора, Мађарска, Хрватска, Русија, Италија, Грчка, Немачка, Шпанија, САД, Аустралија, али и Словачка и Француска држе прикључак овој групи.
Највише успеха на континенталним (Европско првенство у ватерполу...), осталим међународним такмичењима (Светски куп, Светска лига) и светским првенствима имале су репрезентације Србије/СФР Југославије, Хрватске, Мађарске, Совјетског Савеза, Италије, Шпаније.
Клупски ватерполо се игра у многим државама јужне и источне Европе као што су Грчка, Италија, Мађарска, Немачка, Румунија, Русија, Србија, Хрватска, Црна Гора и Шпанија. У међународним клупским такмичењима, добар успех имале су екипе из Србије (истичу се Црвена звезда, Партизан Београд и Раднички Крагујевац, ВК Бечеј), Црне Горе (ВК Јадран Херцег Нови и ВК Приморац), затим екипе из Италије (Посилипо Напуљ, Про Реко и Пескара), Хрватске (истичу се Младост Загреб, Југ Дубровник и Јадран Сплит), Мађарске (Хонвед, Вашаш, Орвушегетем и Ујпешт), Русије, Немачке (Шпандау Берлин), Шпаније (Барселона), а у 21. веку и клубови из Грчке постижу успехе.
"Политика" из 1922. најављује пливачке утакмице 6. августа на којима ће Београђани "имати прилике да виде, између осталих тачака у програму, и необично занимљиву игру 'Ватер-поло'", и наводи правила игре, како би је гледаоци лакше схватили.